# باولو كارفاليو
باولو كارفاليو (بالإسبانية: Paulo Carvalho)‏ هو مجدف أوروغواياني، ولد في 13 مارس 1935 في سالتو في الأوروغواي.

## وصلات خارجية
- باولو كارفاليو على موقع الاتحاد الدولي للتجديف (الإنجليزية)
- باولو كارفاليو على موقع اللجنة الأولمبية الدولية (الإنجليزية)
- باولو كارفاليو على موقع أوليمبيديا (الإنجليزية)